# Manninga

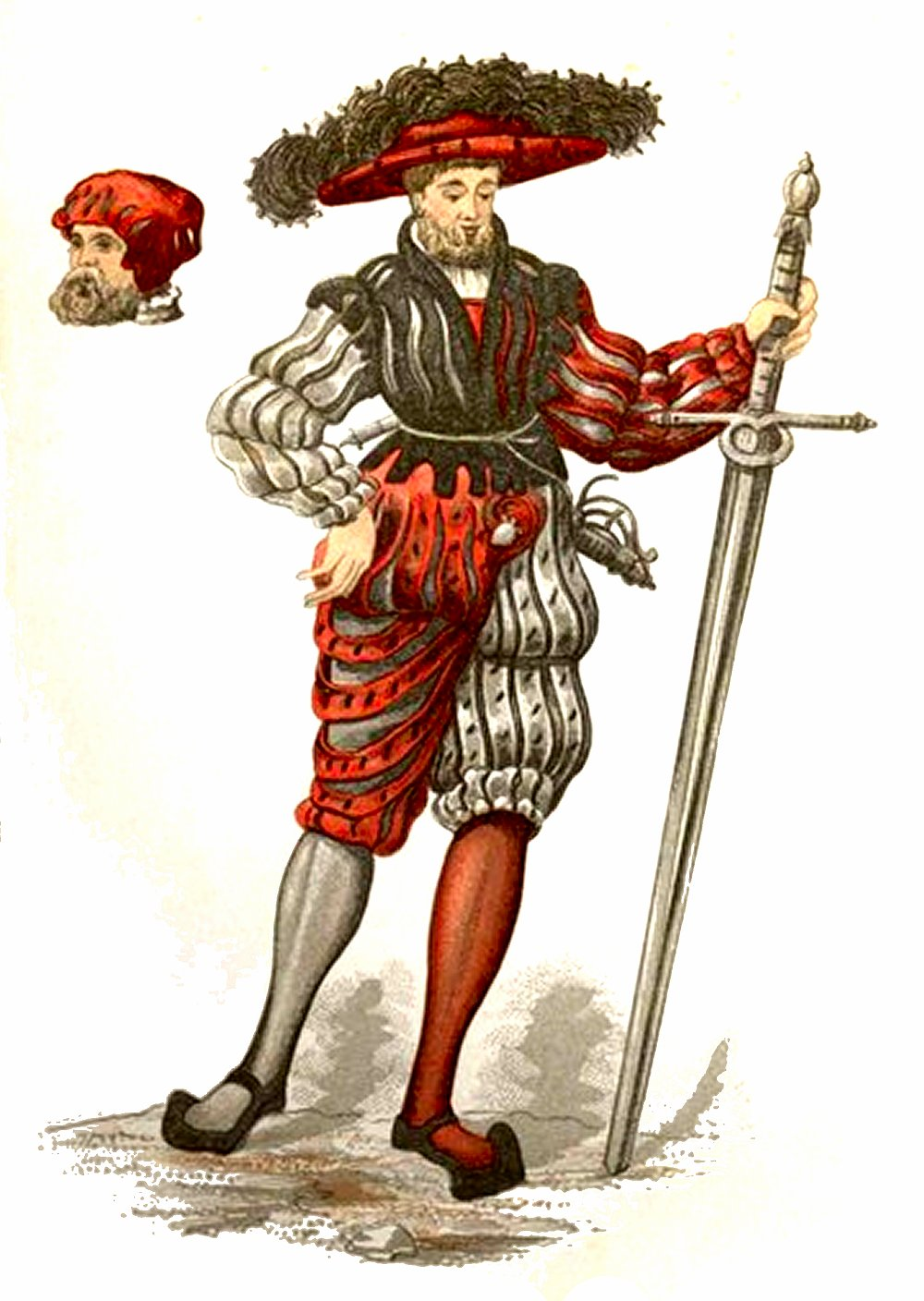
Häuptling in höfischer Tracht, aus dem 1561 begonnenen Hausbuch des Unico Manninga

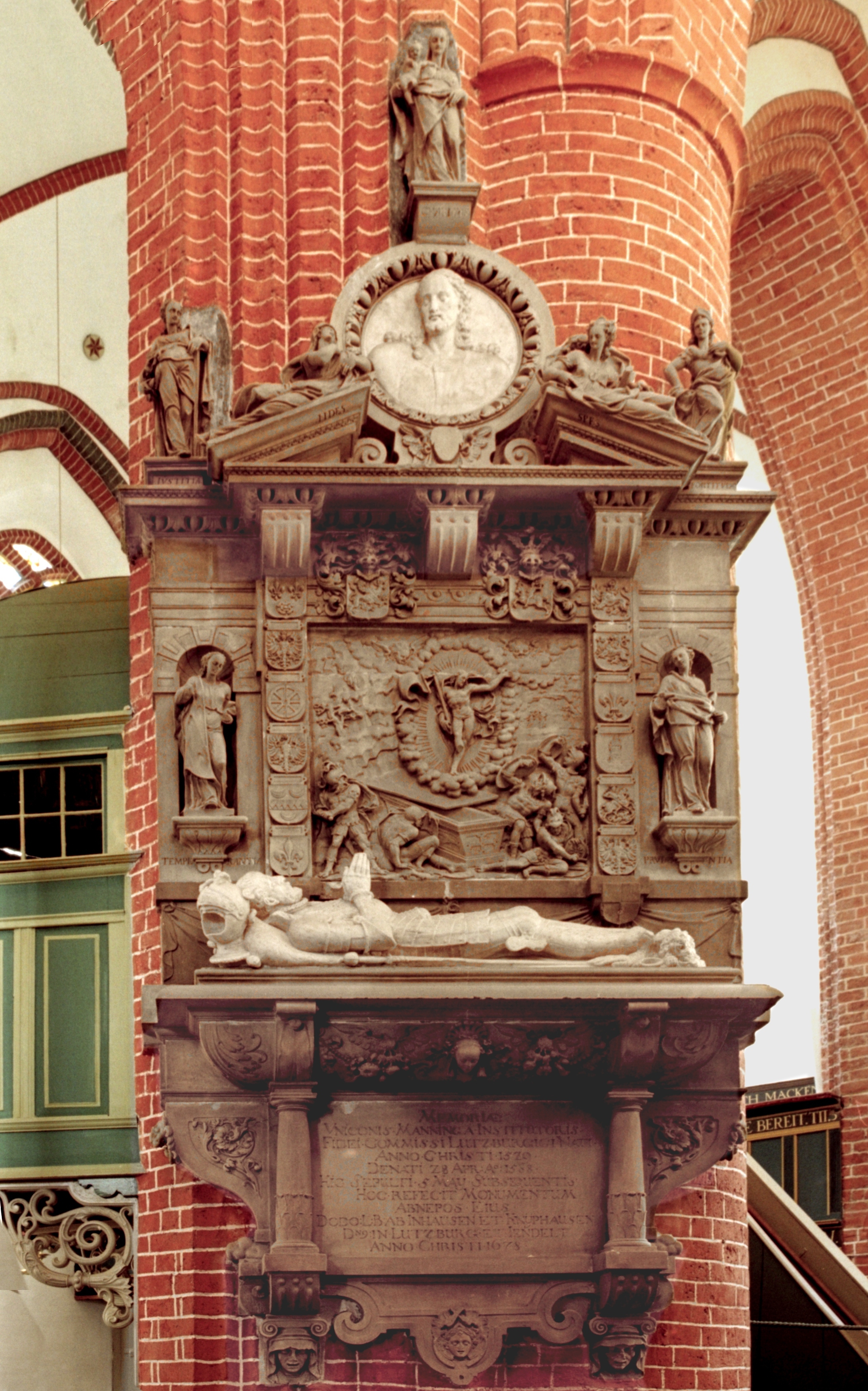
Grabmal des Unico Manninga in der Ludgeri-Kirche in Norden

Die Manninga waren eine bedeutende ostfriesische Häuptlingsfamilie. Im Verlauf des 15. und 16. Jahrhunderts entwickelten sich die Manninga im Gefolge der mit ihnen verwandtschaftlich verbunden späteren ostfriesischen Grafenfamilie Cirksena zu den angesehensten Adelsgeschlechtern des Landes. Durch ihre geschickte Heiratspolitik hatten sie auch Verbindung zum Adel in den benachbarten Regionen, das heißt dem Groninger Land, dem Emsland und der Bentheimer Grafschaft.

## Geschichte
Die Ursprünge der Familie sind unklar. Vermutlich ging das Geschlecht aus dem Verband der Beninga des Emsigerlandes hervor und hatte seinen Sitz auf der Manningaburg in Pewsum sowie eine Zweigniederlassung in Westeel. Diese musste sie im Jahre 1374 nach großen Landverlusten im Raum der späteren Leybucht durch die Erste Dionysiusflut nach Schloss Lütetsburg verlegen. Dort begründete Dido Manninga († 1494) eine Nebenlinie, deren letzter männlicher Angehöriger, Unico Manninga, im Jahre 1588 verstarb. Nach seinem Tod erbte seine einzige Tochter Hyma die Burg. Durch ihre Heirat mit dem Reichsfreiherrn Wilhelm zu Inn- und Knyphausen gelangte Lütetsburg im Jahre 1588 in den Besitz der Familie Knyphausen (heute Grafen zu Innhausen und Knyphausen), die bis heute Besitzer von Schloss Lütetsburg mit Park und Wald sind.
Die Pewsumer Linie der Familie baute ihre Stellung unter Didos Bruder Poppo Manninga aus. Er erwarb die Herrschaft über den Nachbarort Woquard. Später schenkten die Cirksena dem Pewsumer Zweig auch die Herrlichkeit Jennelt. All diese Besitztümer musste der hochverschuldete Hoyko Manninga verkaufen, der 1568 als letzter männlicher Vertreter der Pewsumer Linie verstarb.
Eine dritte Linie der Manninga geht auf den Lütetsburger Zweig zurück. Ein Bruder von Unico Manninga, Hayo (1518/1519–1599) war ihr Begründer. Er kam durch Heirat in den Besitz der Häuptlingsburg tho Dijcke, später Dijksterhuis, in den Groninger Ommelanden. Er nahm am niederländischen Aufstand gegen Philipp II. teil. Als die Spanier die Nordostniederlande 1580 zurückeroberten, ging er nach Ostfriesland, wo er wohl das Langhaus in der Westermarsch bezog. Nach der Eroberung durch Moritz von Oranien wurde Groningen zusammen mit den umliegenden Gebieten im Jahre 1594 ein Teil der Republik der Vereinigten Niederlande. Hayo kehrte noch im gleichen Jahr wieder auf seine alten Besitztümer in den Ommelanden zurück, wo das Geschlecht am Ende des 17. Jahrhunderts in Vergessenheit geriet. Es lebten aber Anfang des 20. Jahrhunderts noch Nachfahren in Ostfriesland wie beispielsweise Berend Manninga

## Wappen
Schild: ein rotbezungter und -bewehrter, silberner gekrönter Löwe in einem Grün und Schwarz gespaltenen Schild.
Helmzeichen: ein goldener Pelikan mit Jungen im Nest und sieben (vier nach rechts und drei nach links) von Grün und Schwarz geteilten, spitzen, abfliegenden Fähnchen an goldenen Stangen. Helmdecke: Schwarz und Silber.